# Jean-Baptiste-Marie Champion de Cicé
Pour les autres membres de la famille, voir Champion de Cicé.
Jean-Baptiste-Marie Champion de Cicé (1725, Rennes — 1805, Halberstadt en principauté d'Halberstadt) est un ecclésiastique français du XVIIIe siècle, évêque de Troyes puis d'Auxerre.

## Famille
Jean-Baptiste-Marie Champion de Cicé est le fils d'un membre du parlement de Bretagne Jérôme-Vincent Champion de Cicé (1680-1750) et sa femme Marie-Rose de Varennes de Condat (1702-1784). 
Il a pour frère Jérôme Champion de Cicé, archevêque de Bordeaux et garde des Sceaux en 1789.
Il est le petit-neveu de Louis Armand Champion de Cicé (1648-1727), missionnaire en Nouvelle-France, en Chine puis au Siam dont cet ancêtre est le vicaire apostolique et évêque in partibus infidelium de Sabule de 1701 à 1727 (Société des Missions étrangères de Paris).
La famille possédait le château du Cicé sur la commune de Bruz (8 km au sud-ouest de Rennes, Ille-et-Vilaine) depuis environ 1566. Le château est érigé en baronnie en 1598. Mais François de Cicé, membre du parlement de Bretagne, doit le vendre à la fin du XVIIe siècle à la suite de revers de fortune. Ce château est pillé et dévasté en 1792 ou 1793,.

## Biographie
Il naît le 10 février 1725 à Rennes, dans la paroisse de Saint-Aubin,.
Il fait ses études à Paris, obtenant un doctorat en théologie.
Le cardinal Frédéric-Jérôme de La Rochefoucauld, évêque de Bourges, le choisit comme vicaire général.
À peine âgé de 21 ans, il est nommé le 24 mars 1746 abbé commendataire de l'abbaye de Landévennec, qu'il est le dernier à posséder en commende.
Le 2 février 1758 il est sélectionné pour devenir évêque de Troyes. Confirmé le 2 août suivant, il est ordonné le 3 septembre 1758, étant sacré à Rome en cette qualité par le pape Clément XIII. Il occupe ce siège de 1758 à 1761[réf. nécessaire], le résignant le 14 février 1761 à la suite de sa sélection pour le siège d'Auxerre.

### L'évêché d'Auxerre
Ses deux prédécesseurs à Auxerre sont Charles de Caylus (1705-1754), qui en 49 ans d'épiscopat Auxerrois a très largement contribué à l'installation du jansénisme dans le diocèse ; suivi de Jacques-Marie de Condorcet (1754-1760), anti-janséniste notoire qui est très mal accepté par la majorité de son clergé. Voulant quitter cet évêché en si grand désaccord avec ses idées pour rejoindre celui de Lisieux (plus conservateur), Condorcet conclut un accord secret avec Cicé le 1er décembre 1760. L'accord est approuvé par le ministre, mais il n'est rendu public que par une bulle du pape du 14 des calendes de mars 1760 qui nomme de Cicé à Auxerre.
Cicé est transféré à Auxerre le 8 janvier 1761, confirmé le 16 février suivant. Il prend possession de l'évêché d'Auxerre le 2 mars 1761, arrivant vers midi accompagné du grand archidiacre de Sens, de plusieurs chanoines de Sens, de l'abbé Osmond et d'un notaire. Le chapitre cathédral d'Auxerre, qui n'est prévenu de rien, s'émeut fort de cette arrivée. L'abbé Osmond sait calmer les émotions, mais les chanoines jansénistes protestent contre la manière de leur imposer un nouvel évêque - en réalité manifestant leur mécontentement et leur suspicion pour des idées contraires aux leurs. Ils n'osent cependant pas refuser le nouvel arrivé, le voyant prêt à faire état de leur refus si nécessaire. Le trésorier, M. Clément, finit par convaincre le chapitre de plier et accepter Cicé.

#### Lutte contre le jansénisme
Anti-janséniste comme son prédécesseur Jacques-Marie de Condorcet, Champion de Cicé s’oppose à l’esprit janséniste des chanoines et des curés d'Auxerre, mais il sait se montrer plus habile que lui pour imposer ses idées à ses adversaires. Il déploie son affabilité, se fait des alliés et renforce son influence de façon à pouvoir lutter contre le mouvement janséniste dominant dans son diocèse. Les vieux jansénistes ne sont pas dupes, et font courir un pamphlet comparant Condorcet et Cicé ; c'est la fable des deux chats : 

« Cecy s'adresse à vous, prêtres peu clairvoyans

De Condorcet l'humeur atrabilaire 

Vous rendit circonspects, sages et prévoyans 

Mais de Cicé la douceur mensongère 

Vous charme, vous enchante et vous asservira. 

Ce que dans sa fureur le premier n'a pu faire, 

En vous flattant le second le fera. »

Cette lutte est aussi celle contre les parlementaires. À Auxerre, les jansénistes défenseurs des doctrines de Caylus et soutiens du parlement, sont surnommés les Latins ; les Grecs sont ceux gagnés par Cicé, qui suivent les ordres royaux. Le changement de la règlementation sur les municipalités apparaît comme une bonne opportunité pour ces derniers d'expulser de la municipalité les Latins qui en ont fait leur bastion.
Le collège des jésuites
Cicé perd cependant des alliés de taille lorsqu'un arrêt du parlement du 6 août 1762 expulse les jésuites des maisons d'éducation. à Auxerre, l'exécution de cet arrêt ouvre un conflit de douze ans entre l'évêque et le parti janséniste local. Une commission chargée de rendre compte au corps municipal de l'état du collège, émet un rapport très critique envers les jésuites et conclut que leur collège soit remis dans les mains de professeurs séculiers - ce qui est adopté, avec arrêt du 26 février. Le 3 avril le père Magne, ancien oratorien, prend possession du collège en tant que principal, avec un sous-principal et six professeurs soumis à l'approbation des officiers municipaux. Le tout est traité en l'absence de l'évêque, dont on redoute la désapprobation, voire l'opposition, déjà manifestée par son vicaire général. Constatant la situation ) son retour, Cicé offre de faire diriger le collège par les oratoriens ou par les doctrinaires, à qui il donnerait six prébendes si le chapitre y consent. Mais la municipalité refuse sa proposition, ordonne au bailli l'exécution provisoire de l'accord fait avec l'abbé Magne, et décide que dorénavant tous les professeurs et le principal seront choisis parmi les maîtres-ès-arts du royaume. 

Cicé, qui cherche à atténuer l'effet politique de ces décisions, commence par obtenir du roi en février 1763 un édit réglant l’administration des collèges ; son article 6, qui s'applique aux villes dépourvues de parlement - dont Auxerre -, stipule que les collèges dirigés par des séculiers doivent être administrés par un bureau présidé par l'évêque et incluant le premier officier de justice royale, le procureur du roi, deux officiers municipaux, deux notables et le principal du collège. Le nouveau bureau examine l'accord passé avec le père Magne et l'approuve malgré les efforts de Cicé dans le sens contraire. L'accord est envoyé au procureur général. Les lettres patentes du 10 novembre 1763 confirment l'établissement du collège, mais l’article 10 stipule que les professeurs doivent être issus de l'université de Paris ; or seul le principal du collège d'Auxerre a le grade exigé. Le parlement refusant d'enregistrer les lettres patentes, on fait appel au roi qui, lui aussi informé des motivations du refus, les approuve sous réserve que la clause relative aux grades prenne effet au fur et à mesure des extinctions.
En 1772, après plusieurs années d'intrigues politiques locales (voir les sous-sections suivantes), les Grecs sont de nouveau majoritaires à la municipalité. Ils changent le bureau (toujours présidé par l'évêque) et révoquent avec une faible indemnité cinq des professeurs jusque-là protégés par l'arrêt du parlement de 1764. Comme le bureau ne peut révoquer les autres professeurs ni le principal, il est résolu de s'en débarrasser avec un procès avec les accusations suivantes : ils font lire aux élèves de mauvais livres comme l'histoire de Port-Royal, la vie du diacre Pâris, les Nouvelles ecclésiastiques et autres de tendance janséniste ; ils tiendraient des assemblées nocturnes ; ils introduiraient des femmes dans le collège ; des dénonciations anonymes font se délecter le bailliage renouvelé depuis peu après l’arrivée du parlement Maupeou. Le sous-principal M. Hautefage  et le maître de quartier M. Lefranc sont décrétés de prise de corps, et le principal, l'abbé Leroi, est assigné pour être entendu. Le parlement renchérit sur ces préliminaires et décrète tous les accusés de prise de corps, incluant deux autres professeurs renvoyés par le bureau précédent. Les accusés s'enfuient, la procédure contre eux est activement poussée et le 14 août 1772 ils sont tous déclarés « véhémentement suspects d'avoir, par une association criminelle, combiné un plan d'éducation dangereuse et pernicieuse, tendant à former, dans la jeunesse confiée à leurs soins, un esprit d'insubordination et de révolte contre toute autorité… ». Les sentences sont excessivement sévères : Hautefage et Lefranc sont condamnés au fouet, à la marque et aux galères à perpétuité ; Leroi au bannissement perpétuel et ses biens confisqués ; trois autres professeurs sont plus au moins atteints par la condamnation. L'exécution a lieu par effigie sur la place des Fontaines, les accusés s'étant heureusement enfuis ; et la sentence publiée dans tout le bailliage. Cette sévérité, dont Cicé est forcément un élément majeur, amène une consternation générale. 

L'évêque en profite pour remplacer les professeurs des petits collèges de Varzy, Clamecy et La Charité, et pour installer des mesures de surveillance des écoles primaires. Le 14 août 1773, le bailliage d'Auxerre homologue un règlement à ce sujet : il est défendu à toute personne d'enseigner sans approbation et sans en avoir justifié devant les officiers de justice. Le parlement commence par confirmer cette sentence le 25 février 1774, mais l'annule le 15 janvier 1776.
La vengeance du bailliage et du parti des Grecs doit reculer quelque peu devant l'indignation soulevée par leurs procédés. MM. Ricard et Gendrot, deux des professeurs, obtiennent leur acquittement auprès du parlement Maupeou. Ce parlement est renversé à la mort de Louis XV en 1774, l'ancien parlement rétabli ; les autres professeurs purgent leur contumace et obtiennent le 20 juillet 1775 une sentence du bailliage du palais déclarant fausses et calomnieuses les accusations portées contre eux. Le parlement confirme ce jugement le 28 janvier suivant et autorise les plaignants à poursuivre le procureur du roi Marie de Saint-George, et les sept juges associés, pour avoir donné les conclusions de la sentence de 1773. Leroi et Navier sont rétablis dans leurs fonctions ; le chapitre, qui n'a pas aimé cet acharnement, rend les fruits de leurs béénfices à l'abbé Leroi (prébendé) et à Hautefage (semi-prébendé).
Le collège devient école royale militaire
Cicé contourne habilement ce revers de fortune qui l'a empêché de prendre la main sur la direction du collège, en obtenant du ministre de changer considérablement la destination du collège. À la rentrée des classes de 1776, une déclaration du roi transforme le collège en école royale militaire ; et quelques jours plus tard la direction en est confiée aux bénédictins de la congrégation de Saint-Maur à partir du 1er décembre 1777. Soixante élèves y sont entretenus aux frais du Trésor royal, dont le mathématicien physicien Joseph Fourier et le général Davout.
Écoles de Saint-Charles
Cicé n'aime pas les écoles de Saint-Charles d'Auxerre. Mais le chapitre les soutient, notamment son trésorier et plusieurs curés jansénistes, par des dons personnels et des souscriptions ; le public les appelle la boite à Perrette. En 1763 ces écoles s'étendent sur plusieurs quartiers, formant trois classes dirigées par huit frères et rassemblent 400 enfants. Elles sont ainsi soutenues jusqu'à la révolution, au cours de laquelle elles sont supprimées.
Manifestations des jansénistes du chapitre
En 1771, le chapitre envoie MM. Frappier et Moreau visiter deux conseillers exilés dans la région : M. D'Outremont à Cravant et M. Dupuis à Saint-Bris.
Le 19 avril 1774 l'archevêque de Sens Paul d'Albert, cardinal de Luynes, est en visite à l'évêché d'Auxerre. Le chapitre en corps va le visiter. Luynes les exhorte à la paix et à la soumission à l'Église, ce que les membres jansénistes du chapitre prennent fort mal, en particulier Frappier. Il faut beaucoup de paroles et l'assurance de Vaultier, vicaire général de Cicé, pour calmer le chapitre.
La bibliothèque du chapitre, commencée au temps de l'abbé Lebeuf, s'est fort développée. Le chapitre « accepte avec reconnaissance » l'édition nouvelle des œuvres complètes d'Arnaud que Ducreux leur adresse en 1782 de la part de Hautefage ; mais lorsque le chanoine M. Poitevin leur donne la deuxième partie de l'Histoire du Peuple de Dieu par Berruyer, Frappier répond que l'évêque de Soissons et un bref du pape Clément XIII condamnent ce livre.
Le séminaire
Cicé s'occupe de redresser le séminaire, qui était devenu sous Caylus « une pépinière janséniste », en en redonnant la direction aux lazaristes.
Les bénédictines de Saint-Fargeau
Dès 1761 il remplace le confesseur des bénédictines de Saint-Fargeau par M. Brulé, doyen de Saint-Fargeau. L'abbesse ayant désobéi (Lebeuf ne précise pas quel genre de désobéissance a été commise mais on peut supposer qu'il s'agit de recours aux services du confesseur évincé), Cicé la réprimande sévèrement mais lui fait grâce à la suite de la demande commune des couventines.
La Société des sciences d'Auxerre
Cette Société se réunit dans son palais d'Auxerre. Pendant l'une de ces réunions il dit vouloir reconstruire ce palais et en attribuer une partie à la Société. Mais ce projet n'est pas réalisé. 

Dès la première séance il promet de faire ériger la société en académie royale. Mais les principaux membres sont jansénistes ou tout du moins chauds partisans de l'ancien évêque Caylus : MM. Migneau, Potel, Moreau et autres... ce qui amène Cicé à repousser indéfiniment l'exécution de cette promesse. Et son influence est assez grande pour contrebalancer celle de M. de Livry, premier commis du ministère de la maison du roi, que la société s'est adjointe comme membre correspondant. 

Lorsque surviennent les grands débats suscités en 1772 par l'édit du 31 mai 1765 sur l'organisation des municipalités, le roi fait suspendre la Société des sciences d'Auxerre, qui de ce moment ne siège plus.
L'affaire de la régale
Elle commence à la mort de Charles de Caylus. En vertu de son droit (arrêts du 23 mars 1513 et du 16 janvier 1555 établissant le droit du chapitre), le chapitre nomme alors six vicaires généraux ; mais le conseil d’État ordonne par provision que des scellés soient apposés par le lieutenant général du bailliage. Le chapitre fait opposition, et l'affaire est l'objet de plusieurs instances, tour à tour reprise et abandonnée par les officiers du roi qui cherchent à retrouver leur prérogative. 

Le 18 février 1762 le procureur général fait opposition auprès du parlement, qui reçoit la plainte. Évêque et chapitre - pour une fois unis - se pourvoient en cassation, ayant consulté une équipe de six avocats célèbres du parlement. Le conseil d’État ordonne par un arrêt du 21 mars 1763 que les parties plaident directement à la grande chambre - comme avant l'arrêt ; ce qui est contraire à la procédure habituelle. L'instance perdure jusqu'en 1766 ; après plusieurs remises, elle est retirée du rôle et l'Église d'Auxerre reste en possession de son droit.
Le prêche du lundi de Pâques 1765
Un débat s'ouvre entre l'évêque et son chapitre à propos du sermon prêché le lundi de Pâques 1765 par Crespin, prédicateur choisi par Cicé. Il y est question de différentes opinions sur la nécessité de fréquente communion. Le chapitre se plaint de la teneur du sermon. L'évêque soutient son prédicateur ; il reçoit une délégation du chapitre, à qui il se plaint du comportement de leurs confrères et exige d'eux qu'ils lui donnent par écrit le motif de leur complainte - ce que les délégués refusent. Cicé donne à Crespin un certificat écrit sur l'orthodoxie de son sermon. Crespin veut le faire insérer dans les registres du chapitre, qui s'y oppose. Les discussions montrent que déjà à ce moment, Cicé a déjà acquis une certaine influence.
Le renouvellement des charges du clergé auxerrois
Au fur et à mesure que les anciens jansénistes décèdent, Cicé les remplace par des anti-jansénistes. Le grand-chantre M. Mignot, un des chanoines et collaborateurs les plus marquants de Charles de Caylus, meurt le 11 mai 1770. Sa succession s'avère compliquée. L'abbé Letellier est élu, mais émet des restrictions : il veut signer le formulaire en ne promettant qu'une soumission de respect et de discipline par rapport à l'attribution des cinq propositions au livre de Jansénius. Cicé refuse donc d'approuver son élection, contre laquelle douze chanoines ont d'ailleurs protesté. 

Cicé nomme de son propre chef M. Gaudet comme chantre ; le chapitre refuse de l'installer. Deux notaires y suppléent et le parlement Maupeou l'y maintient par arrêt, malgré les protestations du chapitre. 

Le lecteur M. Créthé meurt en 1770, il est remplacé par M. Vaultier. 

Quand le sous-chantre M. Carroux décède, il est remplacé en 1771 par M. Lorieux. 

En 1775 l'archidiacre de Puisaye M. Dettey, panygériste de Caylus, décède ; et en 1779 le grand archidiacre M. Huet.
État général de décadence
Tous ces petits débats mesquins qui occupent tant le chapitre sont accompagnés par la décadence des maisons claustrales. Le régime des commendes, entré dans les mœurs deux siècles auparavant, a détruit l'esprit des abbayes. L'école de Saint-Germain, un peu au-dessus de la pauve moyenne, ne peut se comparer à son âge d'or malgré les Viole, Fournier, Bastide, Vidal… Le nombre des moines a tellement baissé qu'un édit de mars 1768 oblige les maisons à être composées d'au moins 15 religieux pour les monastères non réunis en congrégations, et huit religieux pour les autres ; et chaque ordre ne doit avoir qu'un établissement dans chaque ville ou bourg, sauf si tous leurs établissements sont au complet. Leurs finances sont généralement désastreuses. Les monastères de femmes se soutiennent un peu moins mal et sont plus fréquentés, mais leurs finances ne sont elles non plus guère brillantes. Cicé veut réunir l'abbaye de Crisenon à abbaye des Isles d'Auxerre dont les finances sont au plus mal, mais les religieuses de Crisenon résistent.

#### Autres actions
Le 15 janvier 1766 il célèbre un service solennel en l'honneur du dauphin ; tous les corps constitués de la ville sont invités et la municipalité supporte les frais de la cérémonie.
Le 13 novembre 1766 il consacre Henriette de Thiard comme abbesse de l'abbaye des Isles.
Le 13 février 1766, le parlement homologue la quatrième collection des statuts capitulaires, qui résume les précédentes versions.
En 1767 le chapitre, qui vient de faire fabriquer une nouvelle châsse pour les reliques de saint Germain d'Auxerre grâce à un legs de sept pièces d'or de l'abbé Lebeuf, souhaite procéder à une vérification des reliques qui sont toujours sous scellés. Sept commissaires, dont MM. Clément et Potel, sont députés auprès de l'évêque en 1767 pour lui faire savoir ce désir du chapitre. Mais pour une raison ou une autre, cette vérification ne se fait pas.
Les évêques de Bethléem
Depuis 1224, le siège résidentiel du diocèse de Bethléem se trouve à l'hôpital de Panthénor, à côté du bourg de Clamecy. Les évêques de Bethléem sont de longue date en conflit de juridiction avec les évêques d'Auxerre.
En mai 1769, Charles de Quélen, évêque de Bethléem (1754-1777) en poste depuis quatorze ans, se rend au bourg de Panthénor avec cinq ecclésiastiques. Il institue l’un d’eux grand-archidiacre et vicaire général et un autre secrétaire de son évêché ; il fait ensuite deux ordinations et annonce qu'il viendra l'année suivante ordiner ceux qui se présentent régulièrement. Cicé proteste ; l'affaire fait l'objet d'une instance dont la suite est inconnue.
Château de Régennes
Régennes est une demeure épiscopale près d'Appoigny, qui a subi maints aléas au cours des guerres et invasions diverses. 

Comme ses deux derniers prédécesseurs Charles de Caylus (év. 1705-1754) et Jacques-Marie de Condorcet (év. 1754-1760), Cicé abandonne le palais d'Auxerre et se loge à Régennes. 

Il fait rebâtir Régennes en 1769, sur deux étages dans un style moderne et avec beaucoup de magnificence ; l'architecte en est Claude Louis d'Aviler († 1764). Il fait remanier le parc selon des plans de Le Nôtre, ce qui fait appeler Régennes « l'île enchantée ». Il y reçoit le futur Louis XVIII (1814-1824), qui couche à Régennes en 1778.
Manque de fréquentation par Cicé des offices à Auxerre
Cicé n'assiste pas souvent aux offices des grandes fêtes à la cathédrale. Absent à l'office de Noël de 1781, le chapitre le lui reproche poliment, l'invitant instamment quoique avec respect à être plus présent à l'avenir. Mais les relations entre l'évêque et le chapitre restent contraintes et froides. Tenu de donner un ornement complet à la cathédrale, il ne s'exécute qu'en 1784 après de longs pourparlers.
Il ne réside pas souvent non plus dans son abbaye où il se fait remplacer par un de ses frères, Louis Toussaint, lieutenant des vaisseaux du roi.[réf. nécessaire]
Translations de titres, changements dans les églises et chapelles
Le prieuré de Saint-Nicolas de Reveillon, paroisse de Saint-Cyr-lès-Entrains, est translaté dans l'église de la même ville en 1779.
Le prieuré de Saint-Sauveur est translaté dans la chapelle de la Vierge de l'église paroissiale le 26 août 1783 à la demande de l'abbé de Saint-Germain dom Rosman, à cause de la trop grande humidité de l'ancienne église du prieuré.
La chapelle de Bois-d'Arcy est érigée en succursale le 2 novembre 1781, à la demande des habitants trop éloignés de leur paroisse primitive Arcy.
En 1784 la chapelle de Duenne est interdite.
Travaux dans la cathédrale
Le chapitre a depuis plusieurs dizaines d'années le désir de décorer le sanctuaire de la cathédrale dans le goût moderne. Cicé est consulté et approuve le projet. Le plan général de l'architecte Ledoux est adopté. Le jubé qui coupait la vue du chœur a déjà été abattu en 1744 et remplacé par deux petits ambons de chaque côté des piliers d'angle ; depuis ce temps les tapisseries du XVIe siècle données par l'évêque Jean Baillet et admirées par Louis XV ne servent plus. Sous Cicé, elles sont vendues à l'Hôtel-Dieu qui les possède encore en 1850. Plusieurs tombeaux sont détruits par ces travaux qui durent de 1767 à 1772 : les grilles du chœur et des bas-côtés, le maître-autel et derrière lui l'autel des fériés, sont élevés. Cicé consacre ces deux autels le 21 avril 1772. Le maître-autel reçoit une partie du devant de la tête de saint Jacques le Mineur que l'évêque Jacques Amyot y a mise en 1576. Cicé dédie l'autel des fériés à saint Pèlerin et y place un morceau de la tête de ce saint, rapportée de Bouhy en 1716. 

Les chapelles des transepts sont restaurées et deux tableaux y sont placés, l'un de saint Michel et le deuxième par Lagrenée jeune représentant saint Jean-Baptiste. 

En 1768 la grande statue de saint Christophe à l'entrée de la nef est démolie. 

Tous ces travaux, dont le coût s'élève à 160 000 livres, sont financés par des coupes de bois dans la forêt de Merry-Vaux.
Écroulement dans l'église de Saint-Germain
L'église de Saint-Germain tombe en ruines. Le 9 mai 1770, le portail s'écroule à la suite de l'affaissement de la voûte intérieure. Les dégâts sont mal réparés. En 1777 le bas-côté nord de la nef est reconstruit par M. Albespeyre.
L'élection du doyen
Le doyen du chapitre M. Moreau, fort partisan du très janséniste évêque Charles de Caylus, meurt en 1746 (trois ans avant Caylus). Pour punir le chapitre de son union avec un évêque si contraire aux vues étatiques, la cour interdit au chapitre d'élire un nouveau doyen. 

Lorsque Cicé prend possession du diocèse d'Auxere, le chapitre l'entreprend sur la question afin qu'il sollicite la levée de l'interdiction royale. La question revient sur le tapis dans les premières années du règne de Louis XVI (1774-1792). En 1778 M. Frappier propose d'adresser un mémoire au ministre ; le chapitre ajourne ce projet, qui est repris en 1780 : adressé à M. Amelot et M. de Maurepas, ce mémoire du chapitre réclame un chef stable pour ses six dignitaires et 52 chanoines. Cicé appuie la requête et l'interdit est enfin levé. 

L'élection du doyen dure trois jours ; M. de Robien, prêtre breton et chanoine d'Auxerre, l'emporte sur son concurrent M. Delard. Mais Cicé a rajouté dans l'acte de confirmation quelques mots qui déplaisent au chapitre, ce dernier fait des réserves.
Visites des châsses
Le 3 janvier 1777, le vicaire général Vaultier translate les reliques de saint Marien et des autres saints de l'église Saint-Germain. Il y trouve un procès-verbal datant du 30 juillet 1663. 

Le 20 avril suivant, il visite les reliques de saint Vigile, qui contient 19 ossements.
Commende de l'abbaye de Molesme
En 1779 Cicé reçoit du roi la commende de l'abbaye de Molesme.
Interdiction de cimetières
Le 7 décembre 1784 Cicé supprime le cimetière des paroisses de Notre-Dame-la-d'Hors, Saint-Loup et Saint-Pèlerin. Ceux de Saint-Pierre-en-Château, Saint-Eusèbe et Saint-Pierre-en-Vallée servent encore jusqu'au 1er janvier 1786. Ces cimetières sont depuis longtemps recoonnus comme insuffisants.
Varzy
En août 1785 Cicé visite Varzy. Le chapitre de Sainte-Eugénie et la municipalité lui demandent que la treizième prébende de cette collégiale, vacante par la mort de son titulaire, soit attribuée au principal du collège conformément à l'ordonnance d'Orléans. Jusque-là les treize chanoines se la réservaient, s'imosant en contrepartie afin de fournir un équivalent au principal. 

Le chapitre de Varzy a des revenus très modestes. Pour rémunérer le curé et les vicaires qui desservent la paroisse depuis 1644, le chapitre obtient de Cicé en 1787 l’extinction de la trésorerie devenue vacante et l'union de la moitié des revenus à la cure.

#### Réunion des États-Généraux, une nouvelle ère
Le règlement du 24 janvier 1789 accorde aux simples bénéficiers le droit de suffrage personnel, alors que les chanoines des églises cathédrales et collégiales, et les religieux, ne sont représentés que par un sur dix ou vingt. Le chapitre de la cathédrale s'y soumet mais adresse des remontrances au roi. Les curés de l'opposition saisissent l'occasion pour organiser l'opposition qu'ils veulent faire à l'élection. Dans l'assemblée des Trois Ordres, ils attaquent les chanoines qui se présentent comme titulaires de bénéfices et les titulaires des prieurés, et font réduire le nombre de délégués du grand chapitre. 

Cicé est désigné comme candidat du clergé du bailliage. Le chanoine Villetard propose à la chambre du clergé d'inclure dans son cahier la demande de la résidence des évêques, afin d'invalider l'élection de Cicé ; mais la chambre du clergé voit le piège et refuse. Les curés opposent à Cicé la candidature de Marcellot, curé de Saint-Gervais d'Auxerre. L'assemblée est composée de 234 électeurs, après éliminations. Le 7 avril et les jours suivants, Cicé obtient de justesse la majorité. Le doyen M. de Robien est nommé député-adjoint ; le trésorier de la collégiale de Toucy est suppléant. De violents pamphlets sont publiés à la suite de ces élections ; le curé de Saint-Amâtre Pasquier, et le curé de Sainte-Pallaye Carré, se montrent particulièrement virulents envers le chapitre.
Comme son frère Jérôme[réf. nécessaire], Cicé est donc député du clergé aux États généraux de 1789 et à l'Assemblée nationale constituante (1789-1791) - dans le parti d'opposition.

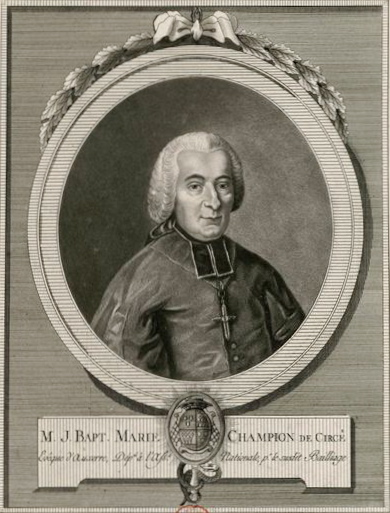

Partant pour l'assemblée nationale, Cicé nomme pour vicaire général M. Viart. En septembre 1789 les chanoines ordonnent de rédiger la biographie de Condorcet pour l'ajouter à la Gesta pontificum d'Auxerre. Peu avant, Frappier leur a soumis celles de Colbert et de Caylus qui sont envoyées à l’examen de six commissaires incluant Vaultier et Arrault. Les citoyens, qui demandent occasionnellement une cérémonie religieuse, ne se voient plus opposer d'obstacles : les chanoines les leur octroient sans discuter de prérogatives menacées ou de droits violés. En 1790  les députés de la ville demandent encore au chapitre une procession générale pour fêter l'anniversaire de la suppression des huguenots (qui a été très violente à Auxerre).
Le décret du 13 février 1790 supprime les ordres religieux,. Les moines des monastères se dispersent dans l'année ; l'assemblée nationale confisque leurs biens, leur octroyant une petite rente proportionnée aux revenus du couvent et touchée tant bien que mal. 

Le comité ecclésiastique de l'assemblée nationale, Camus en tête, promeut la constitution civile du clergé que le roi finit par approuver. Le pape Pie VI avertit les catholiques du danger encouru par leur foi. Trente évêques de la Constituante publient une Exposition des principes qui met au jour les règles traditionnelles de l'Église pour servir de guide au clergé, et à laquelle beaucoup adhèrent, dont Cicé.
Le 12 avril 1790 les électeurs du département, qui se réunissent habituellement dans la nef de Saint-Germain mais s'y trouvent à l'étroit, décident de tenir leur réunion à Saint-Étienne. Les chanoines veulent protester à cause de la longue interruption des services, mais décident de ne rien dire et se contentent de changer les horaires desdits services et de fermer la grande grille du chœur. En juin 1790 l’administration du district d'Auxerre est installée au couvent des Jacobins. Le chapitre lui envoie une délégation pour la complimenter, avec Viart comme porte-parole - plus maladroit que sincère.

### Fin de l'évêché d'Auxerre
Cicé est le dernier évêque d'Auxerre. Le 13 novembre 1790 l'administration du département annonce aux municipalités que le département ne forme plus qu'un seul diocèse, avec l'évêque siégeant à Sens, et défend à ses administrés de s'adresser à tout autre évêque. Le nouveau titulaire est invité à procéder sans retard à l'organisation de son clergé et à l'installation d'un séminaire comme indiqué par la loi.
Tous les chapitres et collégiales du département sont fermés. La dernière assemblée légale du chapitre cathédral est le 26 novembre 1790. L'arrêté du 29 novembre qui met fin à son existence lui est signifié le 30 novembre par une délégation composée de Bourasset et Martin, administrateurs du district, et de Soufflot procureur-syndic. Vaultier, qui préside les chanoines en l'absence du doyen, répond en parlant de soumission, de respect de la tradition, de prière pour la gloire de Dieu, le bonheur de l'État et la sanctification des peuples, de profession de foi catholique, d'attachement inviolable à l'Église, à ses principes, à ses pasteurs et à son chef ; un tout autre discours que celui du chapitre 40 ans plus tôt…
Cicé, engagé à l'assemblée nationale, ne peut prêter les mains à ce décret ; il est donc déchu de son autorité épiscopale. Mais la majorité de son clergé ne le suit pas dans sa résistance et prête serment. Le 14 mai 1790 il obtient un congé ; il est aux eaux d'Ems quand il apprend la conduite de son clergé. Il apprend par Le Moniteur du 22 février 1791 que Lepeletier affirme à l’assemblée nationale que tous les ecclésiastiques du district de Saint-Fargeau ont prêté serment ; même chose pour le district de Donzy et à peu près partout ailleurs, y compris les bénédictins du collège d'Auxerre. Dans le district d'Auxerre, 11 curés refusent le serment ou sont démissionnaires ; 6 le prêtent avec réserve ; 66 le prêtent sans réserve, ainsi que 15 vicaires. Le 20 janvier 1791, un arrêté du département suspend le paiement du traitement des prêtres non assermentés.
Pie VI émet deux brefs, le 10 mars 1791 adressé aux évêques de l'assemblée constituante et le 13 avril 1791 adressé à tout le clergé et tous les catholiques de France ; il y signale tous les vices de la constitution civile du clergé, les nouvelles élections « illégitimes et schismatiques » des évêques, et menace de suspension tout membre du clergé qui ne se rétracte pas du serment sous 40 jours. Le 4 juin 1791 Cicé, qui est aux eaux d'Aix-la-Chapelle, envoie à ses ouailles une ordonnance déclarant son acceptation des brefs du pape. Viart reçoit cette ordonnance et la distribue de son mieux dans les paroisses. Quelques prêtres se rétractent. Le 31 mars 1791 l'administration du district décide que les défaillants doivent se mettre en règle ont seront destitués. 

Mais les brefs du pape font reculer de nombreux catholiques. Quelques curés rejoignent Cicé à Ems, où il se trouve avec sa sœur Elisabeth ; il est représenté à Auxerre par Viart. Pendant quelque temps il reçoit encore des revenus de l'évêché mais cette ressource manque bientôt. La municipalité d'Auxerre le déclare comme émigré et ses biens sont confisqués et vendus.
En mars 1791 le pape adresse un bref de reproche au cardinal Loménie archevêque de Sens, qui a adhéré à la constitution civile et s'efforce de maintenir le fonctionnement du clergé. Ce bref fait le tour des rues de Sens ce mars-là. Loménie abdique le cardinalat et renvoie son chapeau au pape. En août 1793 il est malgré tout emprisonné, puis relâché, et meurt le 16 février 1794 d'une apoplexie due aux mauvais traitements de ceux qui viennent l'arrêter de nouveau
Le régime se durcit. En avril 1793 37 prêtres dénoncés comme réfractaires sont mis en réclusion à Auxerre, dont les chanoines Viart, Bobée, Digard et Delard que leurs relations avec Cicé rendent suspects. Ils sont emprisonnés jusqu’au 21 juillet puis mis en liberté mais gardés à leurs domiciles jusqu'à la fête de la fédération du 10 août. Le décret du 5 octobre 1793 abolit l'ère vulgaire et établit l'ère républicaine. Le culte de la Raison est établi par la loi du 20 Brumaire an II (10 novembre 1793).
En 1801 (et peut-être avant), Cicé est au couvent des Franciscains d'Halberstadt en Saxe. Pie VII demande aux évêques leur démission pour pouvoir organiser les nouveaux diocèses avec le premier consul. Cicé ne veut pas abandonner son titre mais il ne fait pas opposition et concède aux évêques mis en place les pouvoirs nécessaires pour administrer les diverses parties de son diocèse. Le département de l'Yonne est presque entièrement inclus dans le diocèse de Troyes, sous l'évêque de Noé ; le reste du diocèse d'Auxerre passa à celui de Nevers.
Il apprend dans son exil que le 9 juillet 1800 les villages de Gy-l'Evêque et de Vallan ont été gravement inondés. Il envoie en août 20 louis d'or et ses regrets de ne pouvoir faire plus.
Il meurt chez les franciscains d'Halberstadt le 6 août 1805.

## Famille
Jean-Baptiste-Marie Champion de Cice n'a jamais ete marie et n'a pas eu d'enfants.

## Objet liturgique
- Un bougeoir épiscopal en vermeil portant les armoiries de Jean-Baptiste-Marie Champion de Cicé est passé en vente publique à Paris, chez Christie's, le 19 décembre 2007, lot no 220[16].